# Expr
expr은 명령 줄 유닉스 유틸리티의 하나로, 식을 평가하고 일치하는 값을 출력한다. 유닉스 v7에 처음 등장하였다.
문법:  expr (식)
expr은 패턴 일치 정규 표현식을 포함하여 정수나 문자열 식을 평가한다.
사용 가능한 연산자는 다음과 같다.
- 정수의 경우: 더하기, 빼기, 곱하기, 나누기, 계수(modulus)
- 문자열의 경우: 정규 표현식 찾기, 문자열 내의 문자들의 집합을 찾기. 일부 버전에서는: 부스트링 찾기, 문자열의 길이
- 둘 중 하나에 대해: 비교 (동등, 동등하지 않음, 보다 작음 등)

다음은 불리언 식을 수반하는 예이다:
```
expr length  "abcdef"  "<"  5  "|"  15  -  4  ">"  8
```

이 예의 출력값은 "1"이다. 길이 "abcdef"가 6인데, 이는 5 보다 작지 않기 때문에 발생한다. (그러므로 |의 좌측은 0을 반환) 그러나 15 빼기 4는 11이며 이는 8보다 크므로 우측은 참이 되며 "or"를 참으로 만들면서 결과값이 1로 된다. 프로그램 종료 상태는 이 예에서 0으로 된다.
순수 산술에서 bc를 사용하는 것이 더 편리한 경우도 있다. 이를테면 다음과 같다:
```
echo "3*4+14/2" | bc
```

식을 하나의 문으로 받아들인다.